# Покровское (Тербунский район)
Покро́вское (иногда Покро́вка) — село в Тербунском районе Липецкой области. Центр Покровского сельского поселения. Стоит на правом берегу реки Олым. Здесь в неё впадает ручей Средний Коротыш.
Впервые упоминается в 1778 году в описании Ливенского уезда. Оно уже тогда было селом с Покровской церковью (сегодня это ). Отсюда — название.
Церковь возведена в 1780-х годах, колокольня — в 1833-1834 годах. Комплекс неоднократно перестраивался: в 1858-1859, 1872-1873 и 1877-1878 годах. Объёмно-пространственная композиция храма характерна для русского провинциального зодчества XVIII века. Колокольня сооружена в стилевых формах классицизма. В декоре фасадов присутствуют элементы эклектики.

## Население
| 2009 | 2010 |
| ---- | ---- |
| 464  | ↘440 |

## Люди, связанные с селом
Воронов, Алексей Николаевич (02.10.1923 — 26.01.2021) — советский военный, участник Великой Отечественной войны, один из немногих воинов, удостоенных пяти медалей «За отвагу».